# Omul trucat
„Omul trucat” (în franceză „L'Homme truqué”) este o povestire științifico-fantastică scrisă de Maurice Renard, publicată în martie 1921 în revista Je sais tout. A fost publicată în același an într-o colecție de povestiri publicată de G. Crès sub titlul de L'Homme truqué, suivi de Château hanté et de La Rumeur dans la montagne. 
Această povestire prezintă un supraom născut în tranșeele primului război mondial. El a dobândit puteri supraumane ca urmare a unui experiment medical menit să-i refacă vederea, pierdută anterior în timpul conflictului. Această lucrare, în care este prezentat un om cu dizabilități din primul război mondial, mărturisește trauma suferită de poporul francez după război.

## Prezentarea lucrării
Într-o dimineață, doctorul Bare este găsit mort pe marginea drumului, victimă evidentă a unei ambuscade. Jandarmii găsesc și un manuscris, scris de victimă, aparent uitat de asasini. 
Astfel, în manuscrisul său, doctorul Bare povestește reîntâlnirea cu unul dintre prietenii săi, Jean Lebris. Acesta dispăruse în timpul Primului Război Mondial, după o bătălie în timpul căreia și-a pierdut vederea. Acesta a fost recuperat de trupele germane, apoi încredințat unui medic misterios care l-a folosit pentru a experimenta un nou tratament oftalmologic. Doctorul Bare caută să descopere secretul pe care Jean Lebris îl ascunde după reîntoarcerea în satul său natal. 

## Personaje principale

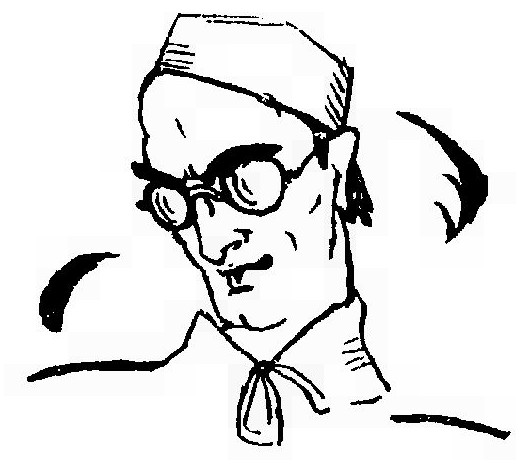
Ilustrație din revista Je sais tout (1921)

- Jean Lebris. Acest tânăr grav bolnav și-a pierdut vederea în primul război mondial. După ce  a fost  supus unui experiment medical, se întoarce în satul natal pentru a scăpa de paznicii săi.
- Doctorul Bare. Narator al poveștii, acest doctor este confidentul revelațiilor prietenului său Jean Lebris.
- Fanny Grive. Tânăra care-l face pe doctorul Bare să cedeze farmecului ei.
- Doctor Prosope. Acest geniu medical de naționalitate necunoscută se află la originea ochilor grefați ai lui Jean Lebris.

## Adaptări
Povestirea a fost adaptată pentru prima dată la radio în 1981 de Marguerite Cassan. Produsă ca un foileton radiofonic în cinci episoade, înregistrarea a fost difuzată pe France Culture la 16 noiembrie 1981.
În 2013, Serge Lehman a realizat, împreună cu designerul Gess, o adaptare liberă a acestei povestiri într-o bandă desenată omonimă. Integrându-se în universul La Brigade chimérique, povestea este totuși mai optimistă decât originalul, deoarece se explică că Maurice Renard ar fi mințit pentru a proteja existența adevăratului Jean Lebris. 

## Traduceri în română
- CPSF 336-338, Editura Știință și Tehnică, 1968, traducător Ion Hobana[2][3][4]
- Omul trucat: și alte istorii ciudate, Editura Labirint, 1991 (colecție de povestiri), ISBN 973-607-004-2, traducător Ion Hobana[5]